# USS Kane (DD-235)
USS Kane (DD-235/APD-18) là một tàu khu trục lớp Clemson được Hải quân Hoa Kỳ chế tạo vào cuối Chiến tranh Thế giới thứ nhất. Nó đã tiếp tục phục vụ trong Chiến tranh Thế giới thứ Hai, được cải biến thành tàu vận chuyển cao tốc APD-18, và đã hoạt động cho đến khi xung đột kết thúc. Nó là chiếc tàu chiến đầu tiên của Hải quân Hoa Kỳ được đặt tên theo Elisha Kent Kane, một sĩ quan quân y Hải quân Hoa Kỳ và là nhà thám hiểm Bắc Cực.

## Thiết kế và chế tạo
Kane được đặt lườn vào ngày 3 tháng 7 năm 1918 tại xưởng tàu của hãng New York Shipbuilding Corporation. Nó được hạ thủy vào ngày 12 tháng 8 năm 1919, được đỡ đầu bởi cô Florence Kane, em họ Elisha Kent Kane; và được đưa ra hoạt động vào ngày 11 tháng 6 năm 1920 dưới quyền chỉ huy của Hạm trưởng, Trung tá Hải quân William Hall.

## Lịch sử hoạt động

### Giữa hai cuộc thế chiến
Kane khởi hành từ Newport, Rhode Island vào ngày 20 tháng 8 năm 1920 cho chuyến đi chạy thử máy đến Gibraltar, Brest, Copenhagen, Danzig và vịnh Riga. Nó đang ở bên ngoài vịnh thuộc biển Baltic vào ngày 1 tháng 10 năm 1920, tại một khu vực được cho là đã được quét sạch mìn rải trong Thế Chiến I khi một quả thủy lôi phát nổ, uốn cong trục và gây hư hại chân vịt bên mạn trái. Sau khi được sửa chữa tại Landskrona, Thụy Điển, và đại tu tại xưởng tàu Chatham, Anh Quốc, nó lên đường vào ngày 21 tháng 5 năm 1921 để đi Địa Trung Hải.
Vào ngày 22 tháng 6 năm 1921, Kane cứu giúp một tàu phóng lôi Ý đang trôi dạt cạnh các mỏm đá ngoài khơi mũi Spartivento. Nó đi đến Constantinople vào ngày 3 tháng 7 cho các hoạt động cứu trợ tại vùng biển Thổ Nhĩ Kỳ, quay trở về Newport vào ngày 23 tháng 8, rồi lại khởi hành cùng Hải đội Khu trục 14 vào ngày 2 tháng 10 để di tản người tị nạn cùng các hoạt động cứu trợ khác tại vùng Tiểu Á. Nó đi đến Constantinople vào ngày 22 tháng 10, và thường xuyên được huy động vào nhiệm vụ chuyên chở tiếp liệu, thuốc men, người tị nạn và viên chức cứu trợ giữa các cảng Hắc Hải và khu vực Đông Địa Trung Hải. Nó rời Constantinople vào ngày 18 tháng 5 năm 1923 để quay trở về Hoa Kỳ, trải qua năm năm tiếp theo cùng Hạm đội Tuần tiễu, hoạt động dọc theo vùng bờ Đông và vùng biển Caribe. Nó lên đường từ New York vào ngày 13 tháng 2 năm 1925 cho một chuyến đi huấn luyện hạm đội đến San Diego, California, và từ đây lên đường đi Trân Châu Cảng, và quay về vào ngày 17 tháng 7. Vào mùa Xuân năm 1927, chiếc tàu khu trục tuần tra ngoài khơi vùng biển Nicaragua và Honduras đầy dẫy cướp bóc. Kane được cho xuất biên chế tại Xưởng hải quân Philadelphia vào ngày 31 tháng 12 năm 1930.
Kane được cho nhập biên chế trở lại vào ngày 1 tháng 4 năm 1932, và khởi hành từ vào ngày 29 tháng 6 để đi San Diego, căn cứ nhà mới của nó trong bốn năm tiếp theo. Nó lên đường từ San Diego vào ngày 27 tháng 4 năm 1936 để tập trận hạm đội tại vùng biển Caribe, trước khi đi vào Xưởng hải quân New York chuẩn bị cho một nhiệm vụ đặc biệt. Nó rời New York vào ngày 17 tháng 8 năm 1936 để đi Tây Ban Nha, làm nhiệm vụ triệt thoái công dân Hoa Kỳ mà tính mạng đang bị cuộc nội chiến tại nước này đe dọa. Vào ngày 30 tháng 8, trên đường đi Bilbao, nó phải nổ súng ba lần để đánh đuổi một máy bay ba động cơ vốn đã ném những quả bom cách con tàu chỉ 100 yd (91 m). Sự phản đối mạnh mẽ gửi đến cả hai phe xung đột đã ngăn ngừa được những sự cố tương tự. Nó ghé qua Bilbao và Gijon, nhận lên tàu những người tị nạn để chuyển đến St. Jean de Luz, Pháp.
Tàu tuần dương hạng nhẹ Raleigh đi đến Gibraltar vào ngày 27 tháng 9 năm 1936 trong vai trò soái hạm của Hải đội 40T dưới quyền Chuẩn đô đốc Arthur P. Fairfield. Đơn vị đặc biệt này, bao gồm Raleigh, Kane, Hatfield và USCGC Cayuga, đã cứu được hàng trăm công dân Hoa Kỳ cùng những người thuộc các quốc tịch khác khỏi nguy hiểm của chiến tranh tại Tây Ban Nha. Kane và Hatfield được thay phiên bởi Claxton và Manley vào ngày 9 tháng 11 năm 1937, và chúng lên đường quay trở về nhà. Kane đi vào Xưởng hải quân Charleston vào ngày 22 tháng 11, nơi nó lại được cho xuất biên chế vào ngày 28 tháng 4 năm 1938.

### Thế Chiến II
Kane lại được cho nhập biên chế trở lại vào ngày 23 tháng 9 năm 1939 để làm nhiệm vụ Tuần tra Trung lập tại vùng Bắc Đại Tây Dương. Vào ngày 7 tháng 8 năm 1940, nó đảm nhiệm việc tuần tra phòng thủ duyên hải ở cả hai phía bờ biển của Panama. Sau đó nó hướng đi SanDiego, đến nơi vào ngày 4 tháng 11 năm 1940 để tuần tra ngoài khơi bờ biển California. Nó được đại tu tại Xưởng hải quân Puget Sound từ ngày 4 tháng 1 năm 1940 đến ngày 3 tháng 3 năm 1941, rồi đặt căn cứ tại Seattle, Washington để tuần tra về phía Bắc đến tận Alaska và dọc theo bờ biển phía Tây. Sau khi Hải quân Đế quốc Nhật Bản tấn công Trân Châu Cảng, nó rời Seattle để đi Kodiak, Alaska, và hộ tống các tàu chở quân quay trở lại Seattle vào ngày 23 tháng 12. Sau một chuyến đi hộ tống tương tự, nó đi đến Seaward vào ngày 19 tháng 4 năm 1942 để hộ tống vận tải đi lại giữa các đảo và tuần tra dọc theo các cảng Alaska.
Vào ngày 11 tháng 6, Kane cứu vớt 11 người sống sót từ chiếc SS Arcata bị đắm do trúng ngư lôi. Sáng ngày 3 tháng 8 năm 1942, dàn hỏa lực phòng không của nó tỏ ra vô dụng đối với hai đợt tấn công bởi máy bay ném bom tầm cao của Nhật Bản; dù sao, việc tấn công ở tầm cao đối với tàu bè hiếm khi có hiệu quả, tốc độ và chiến thuật lẩn tránh giúp tàu khu trục né tránh dễ dàng các quả bom. Nó tiếp tục nhiệm vụ tuần tra và hộ tống tại vùng biển Alaska và khu vực quần đảo Aleut cho đến tháng 2 năm 1943, khi nó được cải biến thành một tàu vận chuyển cao tốc tại xưởng tàu Todd's Dry Docks ở Seattle, Washington, và được xếp lại lớp với ký hiệu lườn mới APD-18. Việc cải biến hoàn tất vào ngày 3 tháng 4 năm 1943, khi nó khởi hành để huấn luyện đổ bộ cùng với Sư đoàn 7 Bộ binh Lục quân Hoa Kỳ tại vịnh Monterey, California.
Kane khởi hành từ San Francisco vào ngày 24 tháng 4, và đi đến Cold Bay, Alaska vào ngày 30 tháng 4 nhằm chuẩn bị cho việc tái chiếm Attu. Sáng ngày 11 tháng 5, các tàu ngầm Narwhal và Nautilus cho đổ bộ 100 lính do thám Lục quân lên phía Tây Bắc vịnh Holtz. Nhiều giờ sau, được dẫn đường qua làn sương mù dày đặc bởi radar của thiết giáp hạm Pennsylvania, Kane cho đổ bộ 400 lính trinh sát lên bờ sáp nhập cùng đội do thám.
Trong quá trình trận chiến trên bờ ở Attu, Kane phục vụ như một tàu vận chuyển cứu thương và chuyển tiếp hàng y tế giữa Holtz và vịnh Massacre. Ngoài khơi lối ra vào cảng Dutch vào ngày 17 tháng 7, nó cứu vớt 12 người sống sót từ một tàu Nga. Sau các cuộc thực tập đổ bộ ngoài khơi quần đảo Amchitka, nó cho đổ bộ các đơn vị thuộc Lực lượng Đặc biệt 1 lục quân lên Kiska vào ngày 14 tháng 8, và sau đó lên đảo Kiska Nhỏ; nhưng quân Nhật đã triệt thoái trước đó dưới sự che chở của sương mù. Điều này kết thúc vị trí chiếm giữ cuối cùng của Nhật Bản tại quần đảo Aleut. Kane tiếp tục làm nhiệm vụ giữa các cảng Alaska và Aleut cho đến ngày 20 tháng 11 năm 1943, rồi di chuyển về phía Nam cho một đợt đại tu tại Xưởng hải quân Mare Island cho đến ngày 7 tháng 1 năm 1944.
Kane đi đến Trân Châu Cảng vào ngày 18 tháng 1 năm 1944 để tham gia cùng Lực lượng Đổ bộ 5 cho việc chiếm đóng quần đảo Marshall. Lực lượng Thủy quân Lục chiến đã chiếm đóng các đảo nhỏ thuộc lối ra vào vũng biển Majuro trong đêm 30-31 tháng 1 năm 1944, và sau đó chiếm các đảo về phía đông vũng biển Kwajalein. Nó lên đường vào ngày 25 tháng 2 để giúp bảo vệ các tàu đổ bộ trong việc chiếm đóng vịnh Milne, New Guinea, rồi tiến vào cảng Seeadler, Manus, trong khi Trung đoàn Kỵ binh 7 chiếm các cứ điểm phòng thủ mạnh còn lại thuộc quần đảo Admiralty. Chiếc tàu vận chuyển cao tốc đã cho đổ bộ binh lính của Trung đoàn Bộ binh 163 lên Aitape vào ngày 22 tháng 4 năm 1944, và bắn phá các vị trí của đối phương trước khi rút lui để bắn phá đảo Ali. Sau khi hộ tống một đoàn tàu vận tải đi đến quần đảo Solomon, nó quay trở về Trân Châu Cảng vào ngày 23 tháng 5 năm 1944.
Sau khi huấn luyện ngoài khơi Trân Châu Cảng cùng các hoạt động chuẩn bị tại Eniwetok, Kane cho đổ bộ binh lính Thủy quân Lục chiến trong việc chiếm đóng Saipan vào ngày 15 tháng 6 năm 1944. Sau khi các tàu sân bay nhanh thuộc Đệ Ngũ hạm đội tiêu diệt không lực tàu sân bay Nhật trong Trận chiến biển Philippine, chiếc tàu vận chuyển đã hỗ trợ cho Đội Phá hoại Dưới nước (UDT) 4 trong các hoạt động tại Saipan. Vào ngày 23 tháng 6, nó né tránh được một quả bom ném suýt trúng, nhưng mảnh bom cũng làm bị thương ba người. Nó được tiếp tế tại Eniwetok, rồi đi vào vịnh Agat, Guam vào xế trưa ngày 17 tháng 7. Quân Nhật đồn trú đã bố trí ba lớp phòng thủ bằng cây dừa đổ đầy đá san hô, liên kết với nhau bằng dây thép gai đổ chống tàu đổ bộ. Các người nhái thuộc Đội UDT 4, được hỗ trợ bởi các đội khác, đã cho nổ tung hàng trăm chướng ngại vật như vậy, dọn đường cho cuộc đổ bộ của Thủy quân Lục chiến vào ngày 21 tháng 7 năm 1944. Vào ngày 24 tháng 7, trong lúc các người nhái đang hoạt động ban đêm, hỏa lực súng cối Nhật Bản đã suýt bắn trúng Kane. Nó quay trở lại Trân Châu Cảng vào ngày 10 tháng 8 năm 1944, rồi lại đi đến vịnh Leyte vào ngày 18 tháng 10, chở theo 100 tấn chất nổ để sử dụng vào việc dọn đường cho cuộc đổ bộ lên Leyte hai ngày sau đó. Nó đưa các đội UDT của nó đến quần đảo Admiralty, rồi lên đường quay trở về nhà cho một đợt đại tu, về đến San Pedro, California vào ngày 4 tháng 12.
Kane khởi hành từ San Diego vào ngày 20 tháng 4 năm 1945 để huấn luyện cùng Đội UDT 24 tại vùng biển Hawaii cho đến ngày 4 tháng 5, rồi đi đến ngoài khơi Kerama Retto vào ngày 12 tháng 6. Sau khi hộ tống cho chiếc Solace rời khỏi vùng chiến sự, nó tuần tra về phía Tây Nam khu vực đổ bộ Ilinawa, và đã đánh trả hai cuộc tấn công của máy bay cảm tử Kamikaze vào ngày 21 tháng 6. Một tuần sau, nó lên đường cùng một đoàn tàu vận tải hướng đến Leyte. Nó trở thành một đơn vị thuộc lực lượng Tiền phương biển Philippine vào ngày 4 tháng 7, và đã tuần tra trên các tuyến đường hàng hải về phía Đông bảo vệ chống tàu ngầm cho đến khi xung đột kết thúc.
Kane khởi hành từ vịnh San Pedro, Leyte vào ngày 13 tháng 9, hộ tống đoàn tàu vận tải chuyển quân đến Triều Tiên, đi đến Jinsen vào ngày 17 tháng 9. Tại đây nó trở thành một tàu tiếp đón không chính thức, cung cấp phương tiện liên lạc cho đại biểu của Lực lượng Đổ bộ 7. Được thay phiên vào ngày 12 tháng 11 năm 1945, nó lên đường quay trở về nhà, và về đến San Diego vào ngày 13 tháng 12 năm 1945. Sau khi tiễn 149 nhân sự hải quân rời tàu, nó băng qua kênh đào Panama để đi đến Xưởng hải quân Philadelphia, nơi nó được cho ngừng hoạt động vào ngày 24 tháng 1 năm 1946. Nó bị bán cho hãng Northern Metals Company ở Philadelphia để tháo dỡ vào ngày 21 tháng 6 năm 1946.

## Phần thưởng
Kane được tặng thưởng bảy Ngôi sao Chiến trận do thành tích phục vụ trong Chiến tranh Thế giới thứ hai.